# صيد السمك في مليلية

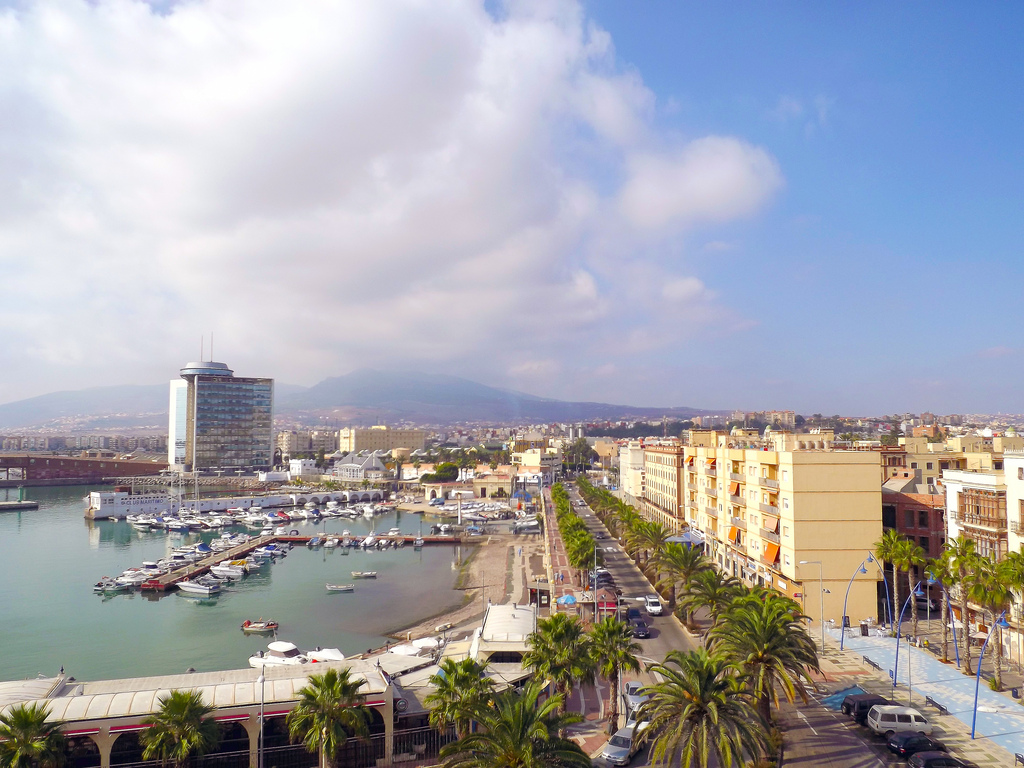
رصيف الصيد في ميناء مليلية

لعقود ، شكّلت صناعة صيد الأسماك في مليلية أحد ركائز اقتصاد المدينة، إذ وفرت فرص عمل مباشرة وغير مباشرة لمئات الأشخاص، وغذّت السوق المحلية، بالإضافة إلى أسواق شبه الجزيرة وأوروبا. وبلغت ذروتها في بداية siglo XX وبلغت ذروتها بين عشرينيات وثلاثينيات القرن العشرين، قبل أن تدخل في مرحلة الانحدار نحو النصف الثاني من القرن. 

## تاريخ

### العصر الحديث

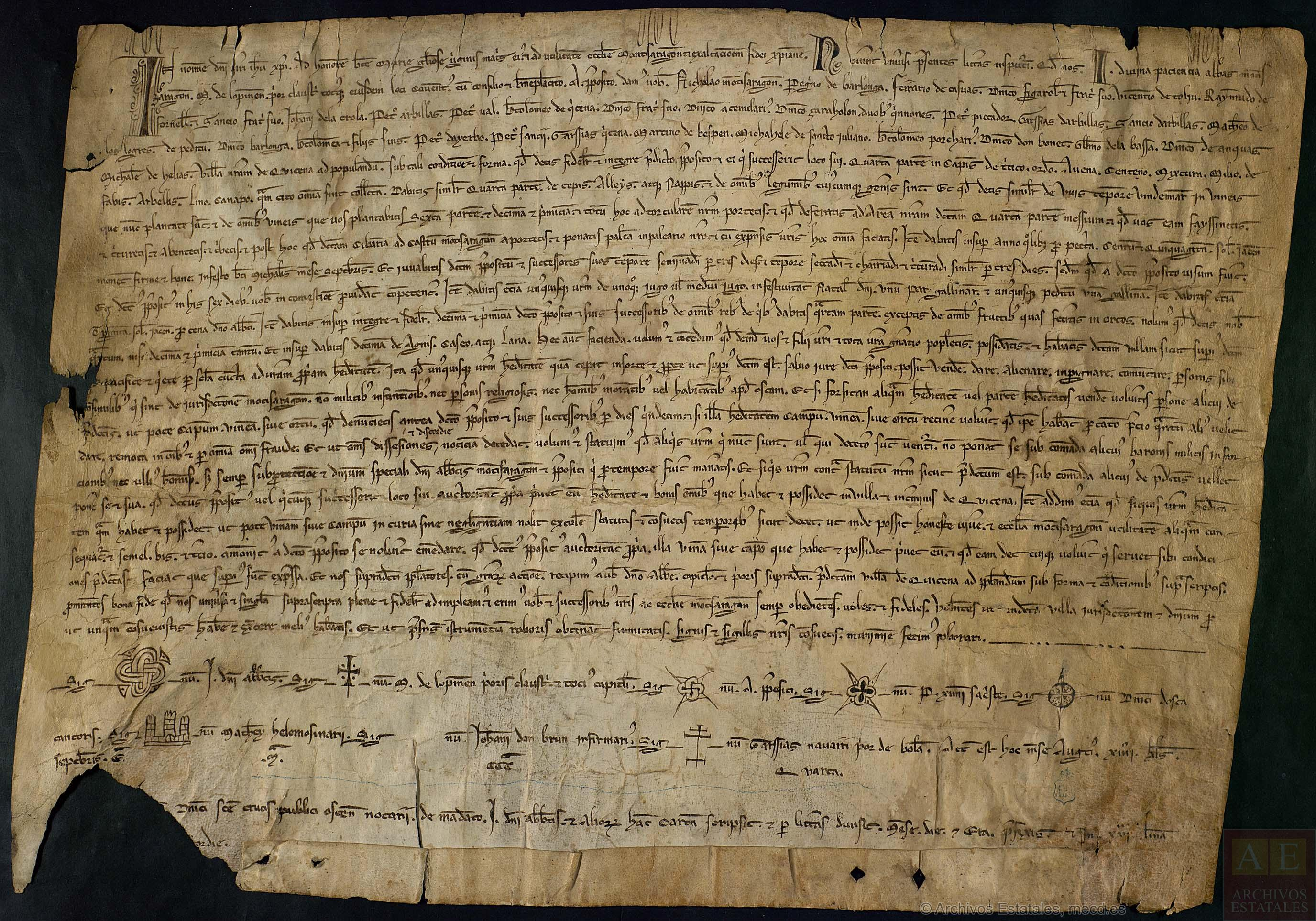
كارتا بويبلا

مياه بحر البوران ، نظرًا لطبيعتها كملتقى للمحيط الأطلسي والبحر الأبيض المتوسط، كانت منطقة غنية بالتنوع البيولوجي البحري منذ العصور القديمة. في siglo في القرن السادس عشر ، يصف الرحالة ليون الإفريقي نشاط الصيد في منطقة الريف، ويذكر مصائد الأسماك في أماكن مثل تيرغا ، وباديس ، وإيلس، وتيغاسا، ومليلية، حيث تم استغلال أنواع مثل السردين والمحار . 
بعد استيلاء قشتالة على مليلية عام ١٤٩٧، أُعيد توطين المدينة بسكان من مختلف المهن. وقد نصّ ميثاق السكان لعام ١٤٩٩ تحديدًا على ضرورة وجود صيادين بالقوارب والشباك، وآخرين بالصنارات والخيوط. ومنذ ذلك الحين، ظلّ الصيد نشاطًا مستمرًا، على الرغم من انقطاعه المتكرر بسبب الحروب مع قبائل الريف والغيلية، كما هو موضح في التقويمات السنوية لغابرييل دي موراليس.  

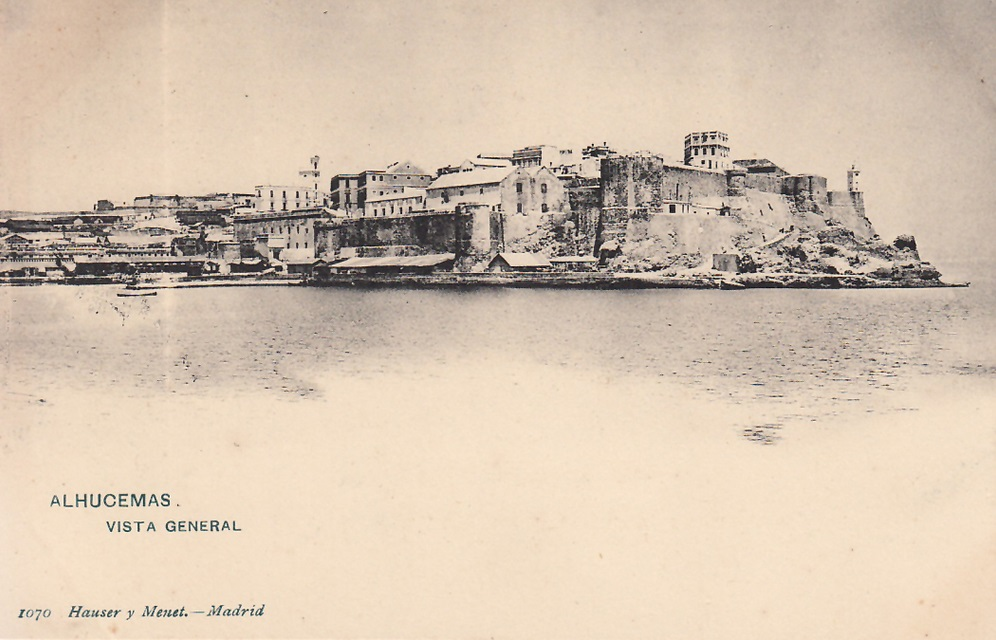
مليلية القديمة (1900)

### العصر المعاصر

#### الصادرات الأولى والطفرة الصناعية

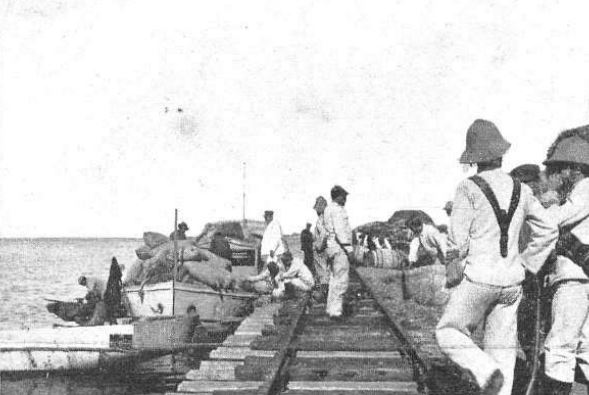
رصيف في مار تشيكا (1909)

مع نمو عدد السكان المدنيين في siglo في ، بدأ صيد الأسماك يُلبي احتياجات السوق المحلية والصادرات أيضًا. في عام ١٩٠٧، بدأ أول مصنع حديث للتعليب، سان لويس ، الذي أسسه لويجي داسوري ، العمل وتصديره إلى إيطاليا وألمانيا. في العام نفسه، صُدِّرت آلاف الكيلوجرامات من الأسماك المعلبة والطازجة والمملحة إلى أوروبا وإسبانيا. 
عُدِّلت المادة الثانية من قانون الموانئ الحرة للسماح بتصدير الأسماك معفاةً من الرسوم الجمركية. وكان صيد السردين والأنشوجة ذا أهمية خاصة خلال أشهر الشتاء. أما في الصيف، فتركزت أسماك التونة في مناطق مثل جزر تشافاريناس. كما ازدادت أهمية صيد الأسماك في منطقة مار تشيكا ، لا سيما أنواع مثل الدنيس والبوري الأحمر والروبيان.  
خلال العقود الأولى من siglo في القرن العشرين ، تكوّن أسطول صيد مليلية من قوارب صيد السردين، والشباك الجرّية، وسفن الجرّ مثل البو . ومنذ عام ١٩١٦، بدأ تركيب المحركات على السفن، مما سمح بتوسيع نطاق تشغيلها وتحسين كفاءة الصيد.

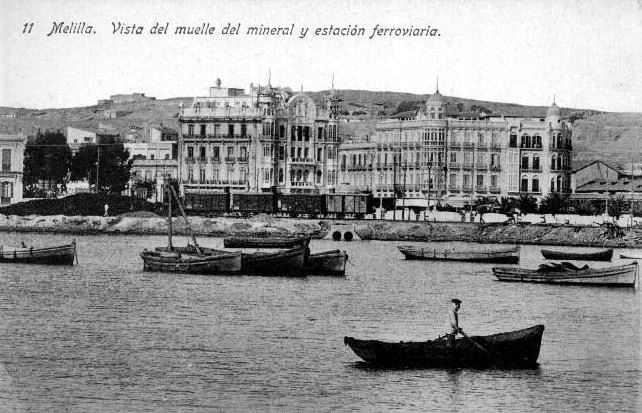
ميناء صيد مليلية عام 1920

في عام ١٩٣١، كان لدى مليلية ١٢٩ سفينة مسجلة ، منها ١٤ قاربًا بخاريًا، و١٤ قاربًا بمحرك، و٢٠ سفينة صيد طويلة، و٣٢ سفينة خفيفة، بالإضافة إلى ٤٧ قاربًا مساعدًا، بالإضافة إلى قاربي صيد بالشباك. بلغ عدد طاقم هذا الأسطول ٩٥٦ رجلًا ، بالإضافة إلى ٢٦٠ موظفًا في الصناعات المساعدة ، بما في ذلك مصانع التعليب، وعمليات التمليح، وعمليات التصدير.
بفضل هذا التطور، أصبحت مليلية تمتلك ثاني أكبر أسطول صيد في إسبانيا ، بعد فيغو فقط، لتصبح معيارًا في هذا القطاع على المستوى الوطني خلال عشرينيات وثلاثينيات القرن العشرين. 

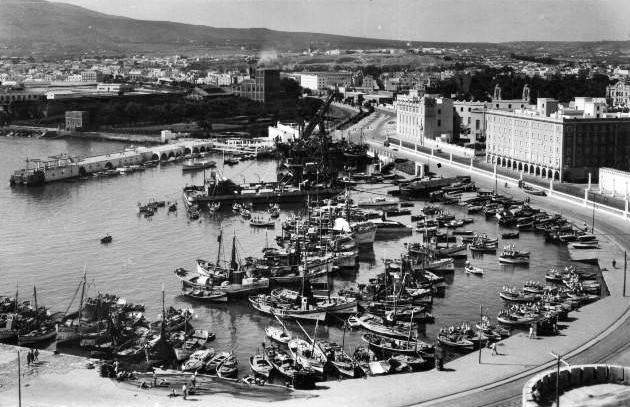
ميناء صيد مليلية عام 1960

ومن بين معدات الصيد الأكثر استخدامًا:
- السردينال : شبكة صيد أسماك السردين.
- جابيجا : معدات صيد الأسماك بالشباك الساحلية.
- بو : جر بين قاربين.
- مامبارا : فن شباك المحفظة الذي حل محل شبكة السردين.
- فن شباك الجر الخفيفة : تم تقديمه في عام 1917، وقد أدى إلى زيادة الكفاءة ولكنه أثار الجدل بسبب خطر الاستغلال المفرط.

## البنية التحتية للموانئ وأسواق الأسماك
في بداية siglo في عام 1916 ، افتقرت مليلية إلى ميناء مناسب. كانت القوارب تجنح على الشاطئ أو ترسو في المرسى، مما يعرضها للعواصف القادمة من الشرق. افتُتح أول سوق للأسماك، المعروف باسم "لا فلورنتينا" ، عام 1916، إلا أنه سرعان ما ثبت عدم كفايته. في عام 1921، افتُتح سوق جديد للأسماك في ساحة سان لورينزو، صممه المهندس فرانسيسكو كاركانو . 
ولم يتم تطوير مرافق الموانئ الحديثة حتى أربعينيات القرن العشرين، عندما تم افتتاح رصيف صيد على رصيف النهر بالميناء التجاري.
في عام 1945 تأسست نقابة الصيادين في مليلية ، وكان أنخيل روميرو روبيو أول رئيس لها. 

## تصدير الأسماك
كان يُصدَّر السمك بشكل رئيسي عبر البريد البحري إلى مالقة ، ومن هناك يُوزَّع بالسكك الحديدية إلى مدريد ووجهات أخرى. كان السردين يُملَّح في صناديق خشبية، وتُعبَّأ الأنواع الفاخرة، مثل سمك النازلي، في الثلج، ويُطهى الروبيان مسبقًا. في عام ١٩٣٠، سُجِّلت صادرات ما يلي:
- 1,922,920 كيلوجرام من السردين والأنشوجة إلى مالقة .
- 420 ألف كيلوغرام من الروبيان إلى شبه الجزيرة .
- 427,290 كجم إلى المغرب .
- 99,480 كجم إلى وهران .

كما تم تطوير نظام النقل إلى السفن البخارية السريعة ، والتي تعمل بين مليلية وموانئ مثل أليكانتي أو فالنسيا أو برشلونة . 

## صناعة التعليب والتمليح

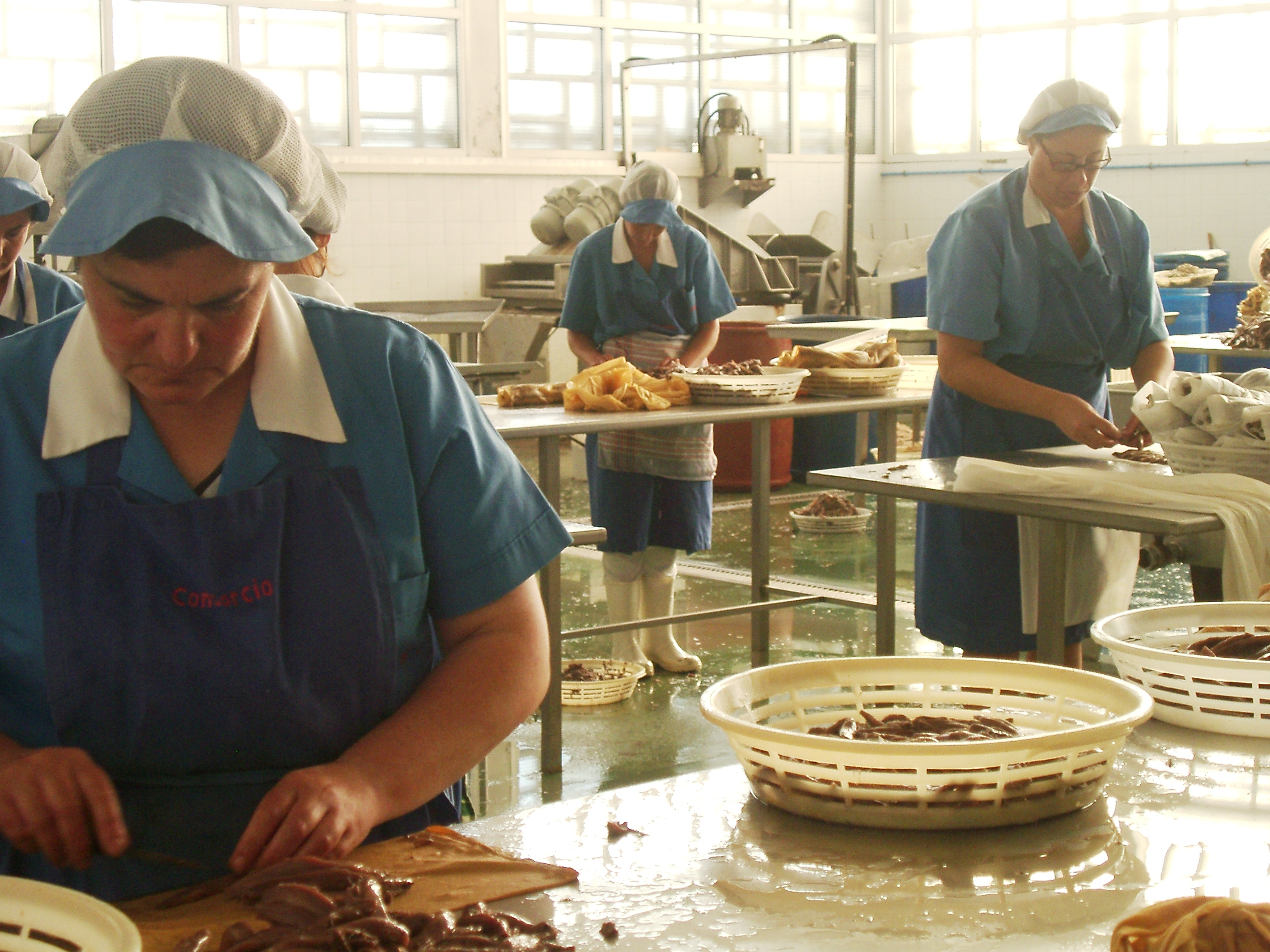
عمال في مصنع التعليب

كان أول مصنع كبير للتعليب هو مصنع سان لويس ، الذي صدر في عامه الأول (1907) 150 طنًا من الأسماك في محلول ملحي و 50 طنًا من التونة في الزيت. في عام 1927، وظّف حوالي 30 امرأة و3-4 رجال، وفي عام 1930، صدّر 250 طنًا. ومن المصانع المهمة الأخرى مصنع مانويل روزاس ، الواقع أيضًا في المنطقة الصناعية.
أما بالنسبة للتمليح ، فقد برزت شركات مثل ألجارا وميكيل . وإلى جانب هذه الصناعات، كان هناك العديد من الأشخاص المتفانين في تحضير الأسماك للتصدير. 

## المنحدر
على الرغم من التطور الملحوظ، بدأت صناعة صيد الأسماك في مليلية بالتراجع في ستينيات القرن الماضي، نتيجة عوامل متعددة، مثل الصيد الجائر، والمنافسة من المناطق الأخرى، وتقلص مناطق الصيد، وتحول النموذج الاقتصادي للمدينة. وبحلول أوائل الثمانينيات، توقفت جميع أنشطة الصيد الصناعي تقريبًا. 

## التأثير الاقتصادي
خلال العقود الأولى من siglo في القرن العشرين ، كان صيد الأسماك أحد أهم القطاعات الاقتصادية في مليلية، إلى جانب التجارة عبر الحدود والوجود العسكري. لم يقتصر دور صناعة صيد الأسماك على توفير عدد كبير من فرص العمل المباشرة وغير المباشرة، بل ساهم أيضًا بشكل كبير في صادرات المدينة. في عام ١٩٣١، ارتبط قطاع صيد الأسماك بأسطول وظف أكثر من ١٢٠٠ شخص، بمن فيهم البحارة وعمال مصانع التعليب والتمليح.
شكلت الصيد، إلى جانب النشاط التجاري والعسكري، مثلثًا اقتصاديًا أساسيًا في البنية الإنتاجية لمليلية خلال siglo XX . ومع ذلك، فإن تنويع الاقتصاد في العقود الأخيرة أدى إلى فقدان صيد الأسماك لأهميته، في حين حافظت التجارة والقطاع العسكري على أهميتهما. 

## تحية لأسطول الصيد

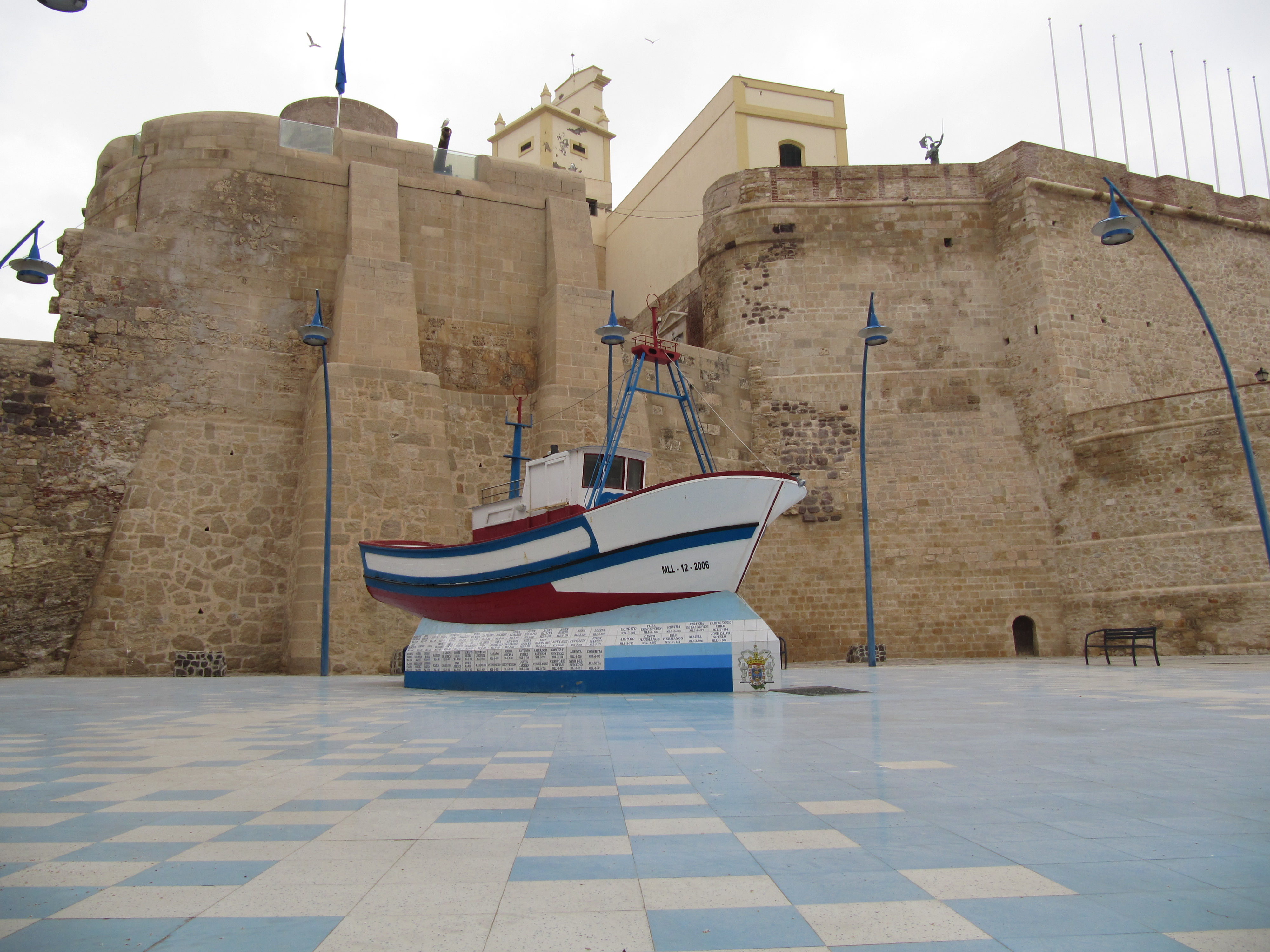
تكريم لأسطول صيد مليلية

تقديرًا للدور الأساسي الذي لعبه صيد الأسماك في تاريخ مليلية الحديث، افتتحت المدينة ساحة الصيادين ، الواقعة بجوار الميناء، ويعلوها تمثال لقارب صيد . يرمز هذا النصب التذكاري إلى جهود أجيال من البحارة الذين ساهموا في التنمية الاقتصادية والاجتماعية للمدينة. يُعد هذا العمل تكريمًا للذاكرة الجماعية للعائلات التي اعتمدت على البحر في معيشتها، والتي صاغت هوية مليلية البحرية. 

## إعادة تنشيط قطاع الصيد
في السنوات الأخيرة، أطلقت الحكومة الإسبانية خطة استراتيجية شاملة لإنعاش قطاع صيد الأسماك في مليلية. تهدف هذه الخطة إلى تنويع أنشطة الصيد نحو الاقتصاد الأزرق ، وتعزيز السياحة والتنمية المستدامة من خلال دمج أنشطة مثل تربية الأحياء البحرية وصناعة المعالجة المرتبطة بصيد الأسماك.
تعمل السلطات المحلية وهيئة ميناء مليلية على إعادة تصميم حوض الصيد ، وتحويله إلى مساحة متعددة الاستخدامات تضم مناطق مخصصة للترفيه والثقافة والتجارة، مع الحفاظ على أنشطة الصيد التقليدية. ومن المتوقع أن يُسهم هذا التجديد في خلق فرص عمل جديدة وتنشيط الاقتصاد المحلي، مع المساهمة في الحفاظ على الهوية البحرية للمدينة. 